# 대인지각
대인지각은 사람에 대한 인식활동을 뜻하며 물체에 대한 인식활동인 대물지각에 대별되는 용어이다. 대인지각은 물체의 크기나 무게 등 객관적 기준을 가지고 판단하는 대물지각과는 다르게 성격, 능력, 의도와 같이 주관적이고 자신을 잘 보이게 하기 위하는 등 판단이 되는 근거를 조작하는 등 판단 근거가 다르는 점에서 구별된다. 대인지각에 있어 사람이 만나면 가장 먼저 일어나는 일은 인상형성으로 만나자마자 즉시 혹은 몇 마디 말을 나누면서 인상이 형성되며 이 첫인상은 지속적인 상호작용을 통해 재확인이 되거나 수정되기도 한다.

## 같이 보기
- 동조
- 프레이밍
- 집단역학
- 대인 매력
- 비언어적 의사소통
- 설득
- 편견

## 참고 자료
- 《젊은이를 위한 인간관계의 심리학》, 권석만 저, 학지사 출판